# S&P Vietnam 10 Index
De S&P Vietnam 10 Index is een aandelenindex op de effectenbeurs van Vietnam.
De index is geïntroduceerd door het bedrijf Standard & Poor's. Het bevat tien fondsen en is van start gegaan op 19 september 2008. De volgende tien aandelen maakten deel uit van de index bij de lancering.
| Bedrijf                                  | Sector                    |
| ---------------------------------------- | ------------------------- |
| FPT CORP                                 | IT                        |
| PETROLEUM TECHNICAL SERVICES CORPORATION | Energie                   |
| PETROVIETNAM DRILLING AND WELL           | Energie                   |
| PETROVIETNAM FERT & CHEMICAL             | Grondstoffen              |
| PETROVIETNAM INSURANCE JSC               | Bank en verzekeringswezen |
| SONGDA URBAN & INDUSTRIAL ZO             | Consumentenproducten      |
| PHA LAI THERMAL POWER JOINT STOCK CO     | Nutsbedrijven             |
| VINCOM JSC                               | Bank en verzekeringswezen |
| TAN TAO INDUSTRIAL PARK CORP             | Industrie                 |
| KINHBAC CITY DEVELOPMENT                 | Bank en verzekeringswezen |